# Musée Eugène-Camoreyt de Lectoure
Le musée Eugène-Camoreyt est le musée historique de Lectoure, dans le département du Gers. Hébergé dans l'hôtel de ville, c'est pour l'essentiel un musée lapidaire et archéologique qui regroupe des vestiges préhistoriques, gaulois, gallo-romains et en particulier la plus importante collection d'autels tauroboliques du monde. Il dépend aujourd'hui du réseau de Conservation départementale du patrimoine, dont le siège est à l'abbaye de Flaran.

## Origines du musée
En 1540, lors des travaux de reconstruction du chœur de la cathédrale Saint-Gervais-Saint-Protais, et dans les ruines de l'ancienne église Saint-Thomas qui l'avait précédée, on découvre 20 autels tauroboliques. La municipalité décide d'en faire une collection publique. Ces « tauroboles », très connus et revendiqués par la population, constituent un ensemble rare. Deux nouveaux autels seront découverts ultérieurement lors de travaux sur les murs du bastion, portant le chiffre total à 22, mais deux des autels recensés ont ensuite disparu. En 1591, la municipalité les fait placer en hauteur, deux à deux, dans les piliers soutenant la nouvelle maison commune, et ils y resteront jusqu'en 1840 où l'édifice est détruit par un incendie (il sera remplacé par la halle aux grains actuelle). Dans les années 1830, Zéphyrin, futur Jean-François Bladé, collecteur des Contes de Gascogne, alors âgé de neuf ou dix ans, ayant jeté au cours d'un charivari, dans les jambes d'un commissaire, un énorme pétard (du moins selon ses dires), est enfermé « dans une des salles basses de la mairie, qui servait alors de garde-meuble. Il y avait là tout un musée confus de hallebardes féodales, de couleuvrines du temps de la Ligue, de piques forgées sous la première République, de mousquets à pierre, de trompettes verdies, de réverbères réformés. Quelques inscriptions tauroboliques parlaient de baptêmes de sang, et de sacrifices accomplis par les Lactorates, mes nobles aïeux, sous l'empereur Gordien III, en l'honneur de la grande Cybèle ». Cette description quelque peu ironique (et pas nécessairement historique si l’on considère les dates) préfigure assez bien le contenu du musée tel qu'il pouvait apparaître jusque dans les années 1960.

### Eugène Camoreyt

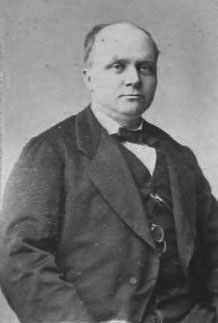
Albert Descamps (1832-1910), maire de Lectoure

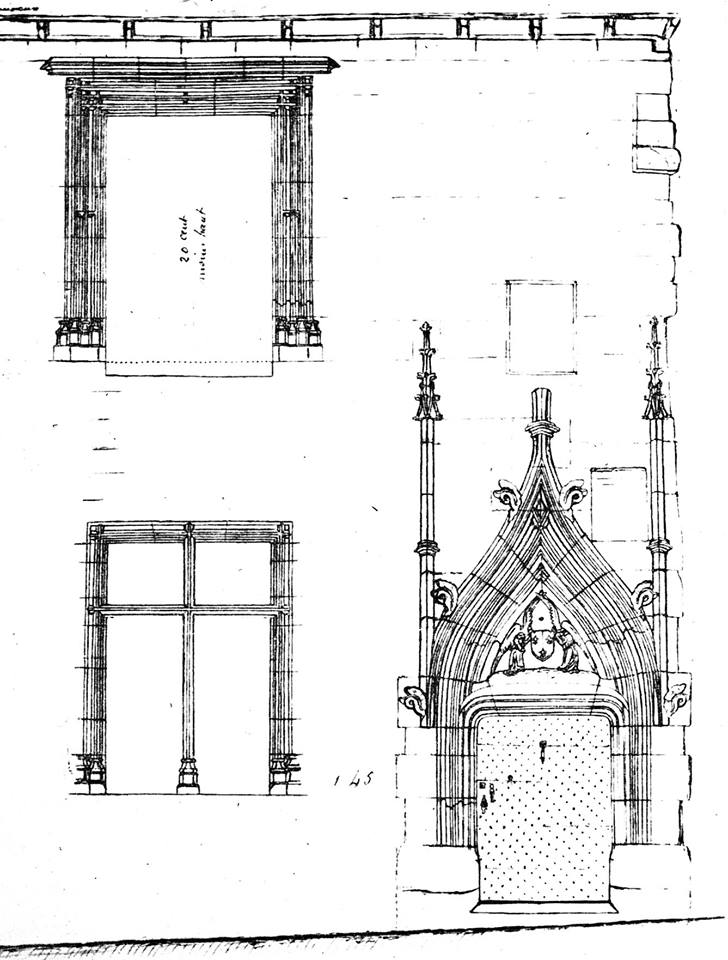
Ancienne sénéchaussée de Lectoure, dessin d’Eugène Camoreyt

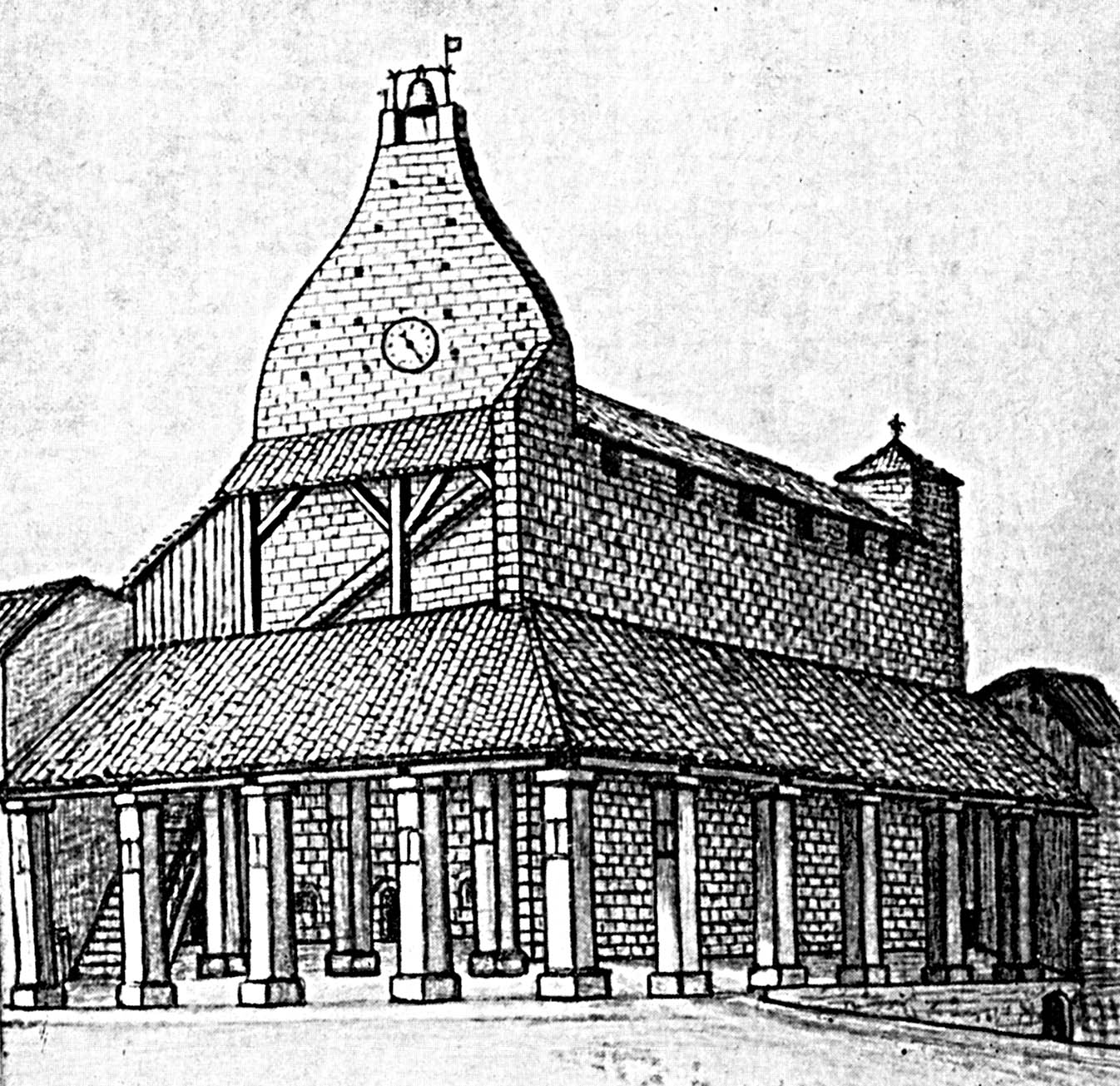
Ancienne maison commune et halle de Lectoure, dessin d’Eugène Camoreyt d’après un dessin de Verdun, architecte de la ville. Les doubles rectangles sur les piliers figurent les autels tauroboliques qui y étaient encastrés, mais il s’agit peut-être d’une interprétation de Camoreyt car ils l’apparaissent pas sur le dessin original de Verdun.

Né le 12 juillet 1841 à Lectoure, dans une famille modeste, cet érudit local connaît un parcours auquel rien ne semblait le destiner. Il ne fait pas d'études, mais le professeur de dessin du collège, nommé Jean Sauta, qui loge chez ses parents, lui donne ses premiers cours de dessin et l’encourage dans cette voie. Eugène est admis à l'école des beaux-arts de Paris, où il remporte un prix de dessin. De retour dans sa ville natale, il dessine les monuments, remplit ses carnets qui sont devenus des documents précieux, et se prend d'intérêt pour leur histoire et l'archéologie. En 1874, il est nommé bibliothécaire et secrétaire de mairie. Il peut alors s'adonner à l'exploration des archives. Pour cela, il apprend le latin. Il s'intéresse à l'épigraphie. Il rédige de nombreuses notes sur l'histoire de Lectoure, dont peu sont publiées.

#### Création du nouveau musée
Cette même année, le maire Albert Descamps le nomme conservateur du nouveau musée, installé dans l'ancienne chapelle des évêques, une des salles du rez-de-chaussée de l'hôtel de ville, ancien palais épiscopal, qui jouxte la nef de l’ancienne cathédrale avec laquelle elle était vraisemblablement en communication. Camoreyt orne le mur de cette salle d’une peinture représentant Lectoure au XVIe siècle, d’après un vitrail de la cathédrale. Cette œuvre, d’une qualité contestable (Eugène Camoreyt est un dessinateur exact et méticuleux, mais ses qualités de peintre sont assez limitées), demeura longtemps, malgré la polémique, avant de disparaître sous un badigeon. Camoreyt va s'employer à enrichir sans cesse son musée, apportant ses propres découvertes et lançant de nouvelles campagnes de fouilles fructueuses dans la zone de Pradoulin, site de l'ancienne cité gallo-romaine de Lactora, dans la plaine au pied de l'oppidum. En 1883, Camoreyt lance une thèse nouvelle : il situe à Lectoure le fameux oppidum des Sotiates, pris par Crassus au cours de la guerre des Gaules. D'abord par un article dans la Revue de Gascogne, repris dans un tiré à part, puis dans d'autres ouvrages où il met autant d'énergie à défendre sa position qu'à attaquer ses adversaires, sans doute mieux armés pour le débat, comme l'abbé Breuil, Otto Hirschfeld, Émile Cartailhac ou Camille Jullian. Devant l'hostilité générale à sa thèse, Eugène Camoreyt ne se consacre plus qu'au dessin et à la peinture, jusqu'à sa mort le 10 février 1905.

## Musée actuel

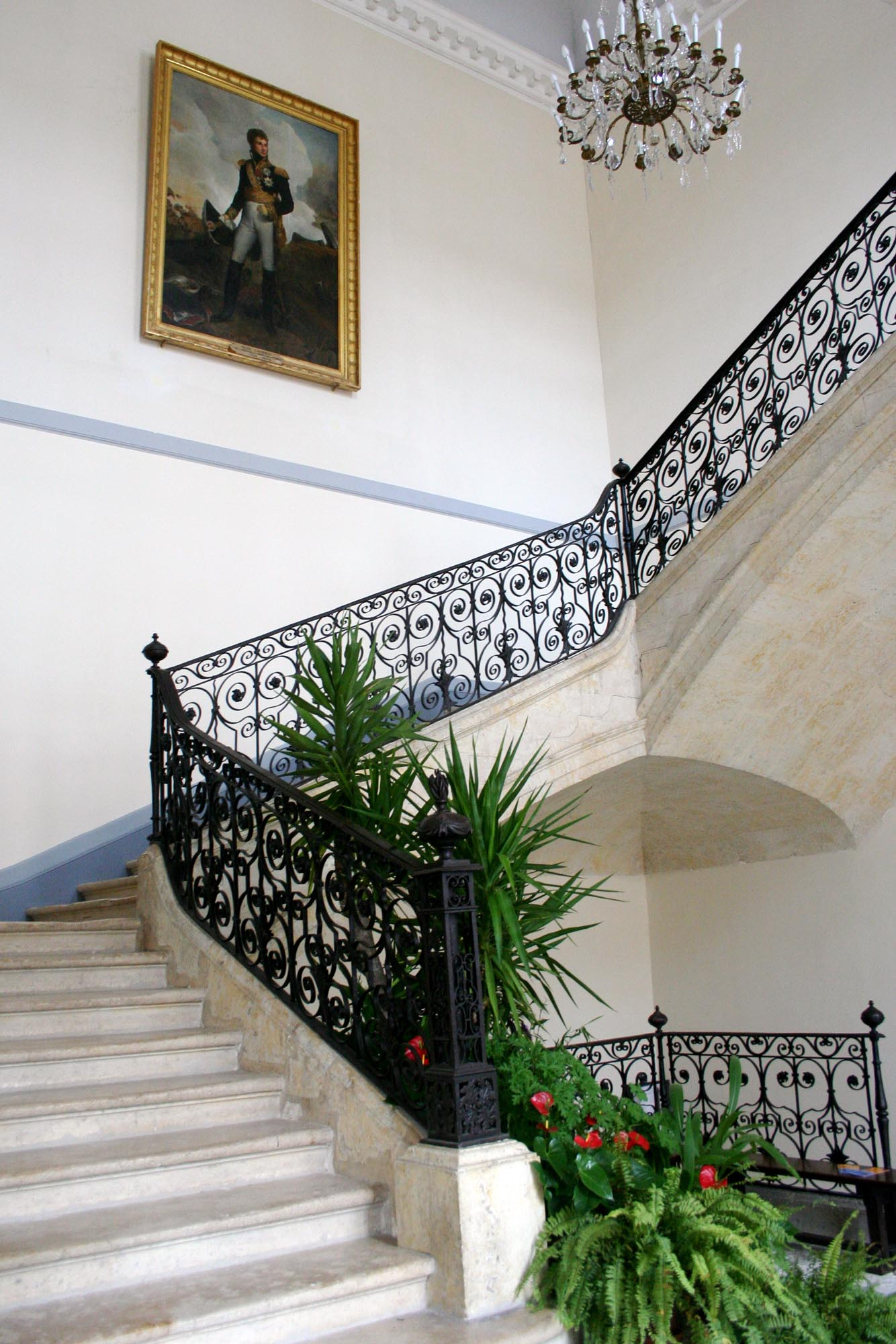
Entrée du musée, sous le grand escalier de l’hôtel de ville.

La nécessité d'un nouveau local pour le musée, très à l'étroit dans sa salle unique, se faisait sentir à la fin des années 1960 et le début des années 1970, d'autant que des travaux entrepris en ville basse, et sur le plateau de Lamarque (construction du nouveau lycée) avaient nécessité de nouvelles fouilles, et entraîné de nouvelles découvertes. La direction et la coordination des fouilles est assurée par Mary Larrieu-Duler, qui est responsable du musée. Un emplacement apparaît comme idéal : les caves voûtées de l'hôtel de ville, où se trouvaient les cuisines lorsque le bâtiment abritait l'évêché. Le devis proposé par l'architecte des Bâtiments de France dépassant largement les possibilités financières de la commune, les travaux d'aménagement sont alors pris en charge par des bénévoles : les élèves et les professeurs du lycée Maréchal-Lannes se chargent du déblaiement des tonnes de gravats qui encombrent les lieux, de la confection des chapes du sol. Le spéléo-club de Gascogne nettoie les voûtes et installe les sarcophages, l’équipe de rugby se charge des autels tauroboliques, les élèves du Centre technique du Fer réalisent la grille de l’entrée du musée.
Un puits, creusé directement dans les caves servait à l'approvisionnement en eau des cuisines, mais un autre puits est découvert, objet archéologique qu'il est rare de trouver dans un musée, à savoir un puits funéraire gaulois du Ier siècle. Le 3 juillet 1972, le nouveau musée est inauguré par le ministre des affaires culturelles, Jacques Duhamel. Mary Larrieu-Duler est conservateur du musée jusqu'à son décès prématuré, en février 1980.

### Avenir du musée
Malgré sa situation idéale au cœur de l’hôtel de ville, l’architecture de ses salles en sous-sol — avec la présence inamovible d’une pièce telle qu’un puits funéraire gaulois —, le musée souffre d’un taux d’hygrométrie excessif, et surtout d’un espace qui limite les possibilités d’aménagement et de mise en valeur des collections, de salles d’expositions temporaires et autres lieux indispensables à une muséographie actuelle. De nouveaux projets sont à l’étude.

## Collections du musée

### Salle 1: paléologie, préhistoire
Fossiles trouvés à Lectoure et ses environs : dents et défenses de mastodonte, tortue. Outillage paléolithique, mésolithique, néolithique. Haches en bronze.

### Salle 2: époque gauloise
Objets trouvés dans les puits funéraires du Ier siècle.

### Salle 3: cultes païens. Les autels tauroboliques

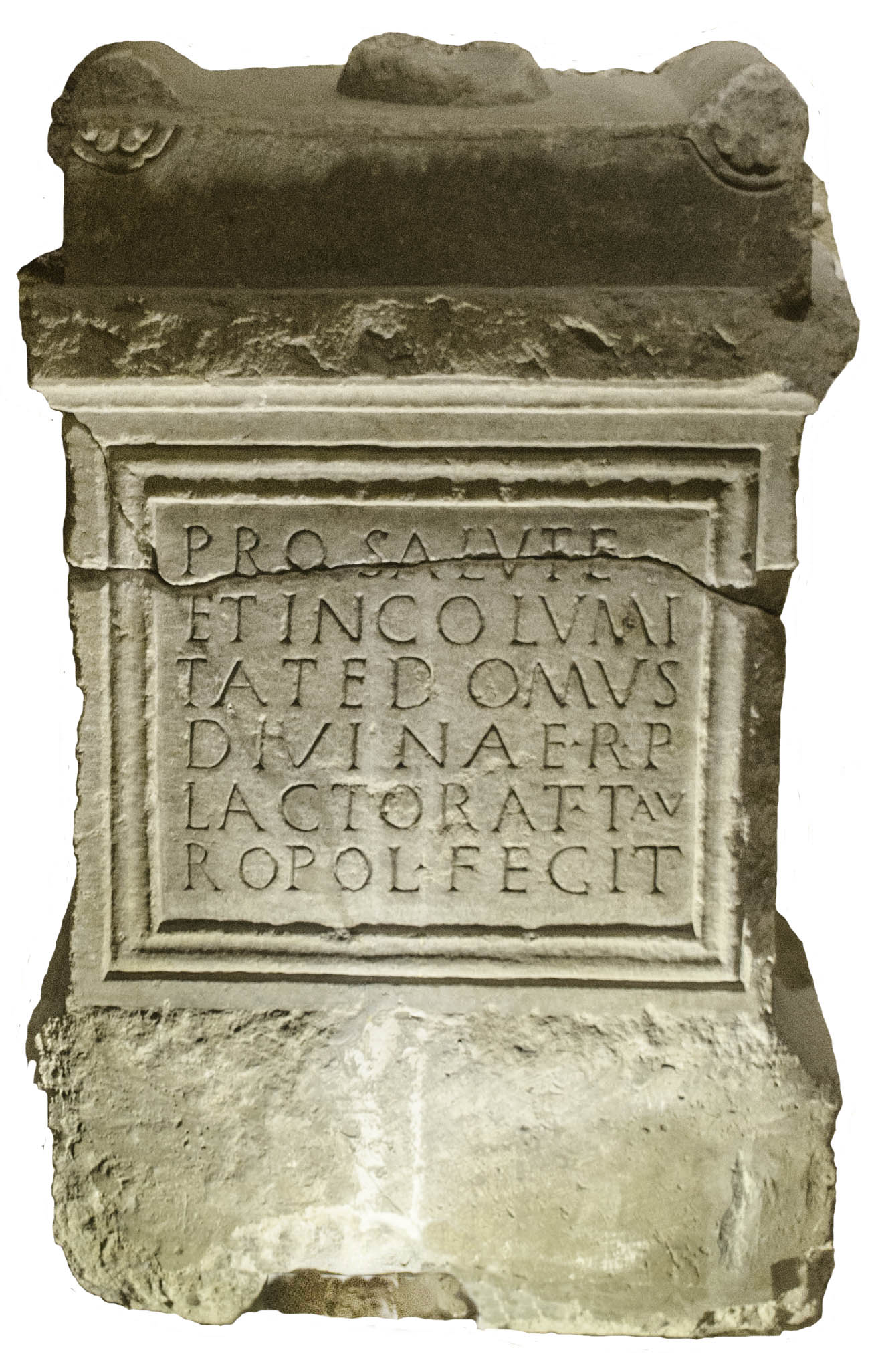
Autel taurobolique des Lactorates

Les tauroboles étaient de grandes cérémonies liées au culte du dieu Mithra, puis de la déesse Cybèle et de son parèdre Attis, florissant aux IIe et IIIe siècles de notre ère et dont Lactora était un des grands centres. Le fidèle désirant se purifier offrait une victime selon ses moyens : un taureau (il s'agit bien alors d'un taurobole), ou un bélier (on parle alors de criobole). Selon le rituel communément admis, mais aujourd’hui contesté, le fidèle (ou le prêtre ?) descend dans une fosse et on égorge la victime au-dessus, le bain de sang constituant l'acte purificateur. Le fidèle offrait alors un autel taurobolique en souvenir de cette cérémonie, portant son nom, le nom du prêtre officiant, la date. Sur les faces latérales sont sculptés soit la tête de l'animal sacrifié, soit un des objets rituels du culte : patère, torche, glaive, burette.
La collection comprend vingt autels tauroboliques (un peu moins de la moitié de ceux actuellement répertoriés en France), presque tous en marbre blanc de Saint-Béat, dont un (à la fois taurobole et criobole) fut offert par la république des Lactorates pour le salut de la famille impériale. Ils correspondent à trois grandes cérémonies qui eurent lieu, la première en 176, la deuxième en 239, la dernière en 241.
Ces autels furent découverts en 1540 sur l’emplacement du chœur de la cathédrale Saint-Gervais-Saint-Protais et d’une église précédente dédiée à saint Thomas.
Outre les autels tauroboliques, cette salle présente aussi de nombreux monuments liés à d’autres cultes, épitaphes, etc.

### Salle 4: monuments funéraires

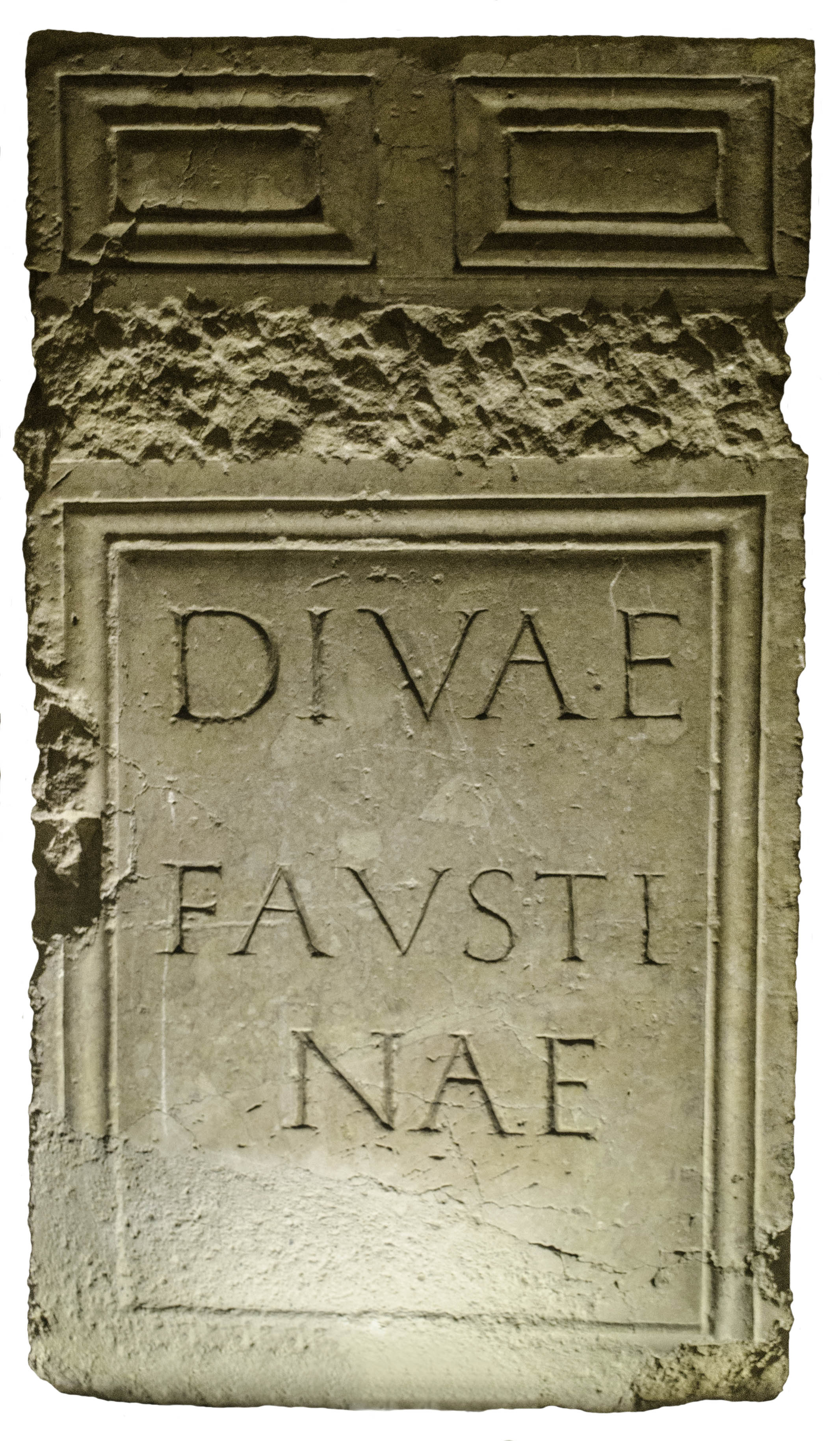
Monument à l’impératrice Faustine divinisée

Voisinant avec le puits funéraire gaulois découvert sur place, des sarcophages provenant de la grande nécropole de la ville basse, dont un très beau sarcophage de marbre blanc de l'école d'Aquitaine du Ve siècle, à toit à double pente orné d'écailles et de pampres, les faces étant également ornées de pampres entre des décors à chevrons. Plusieurs stèles et cippes funéraires, dont celui de Donnia Italia, jeune affranchie de vingt ans portant l'inscription NON FVI - FVI - MEMINI - NON SVM - NON CVRO (Je n'ai pas été - J'ai été - Je me souviens - Je ne suis plus - Je ne m'en soucie pas).

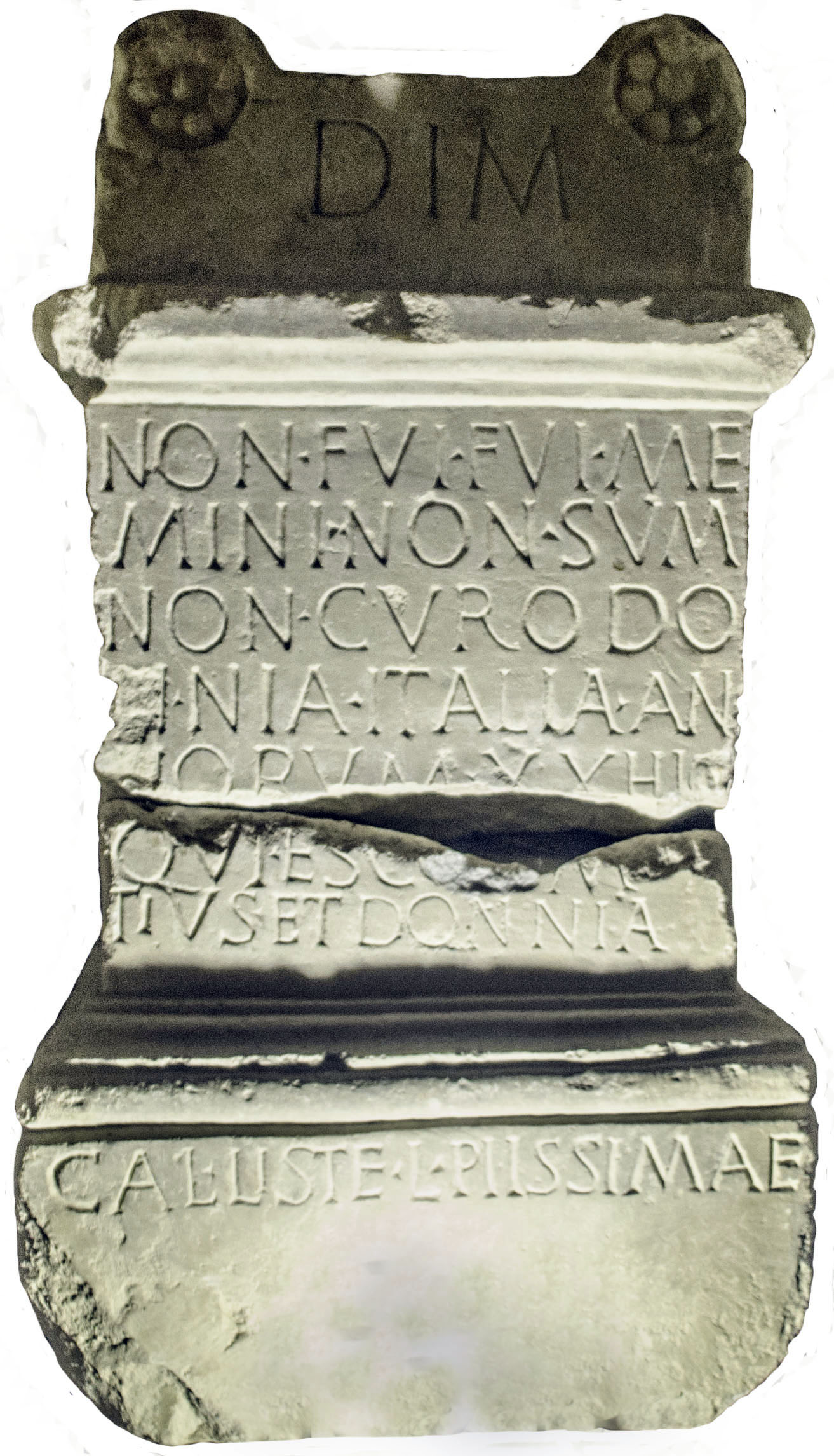
Épitaphe de Donnia Italia
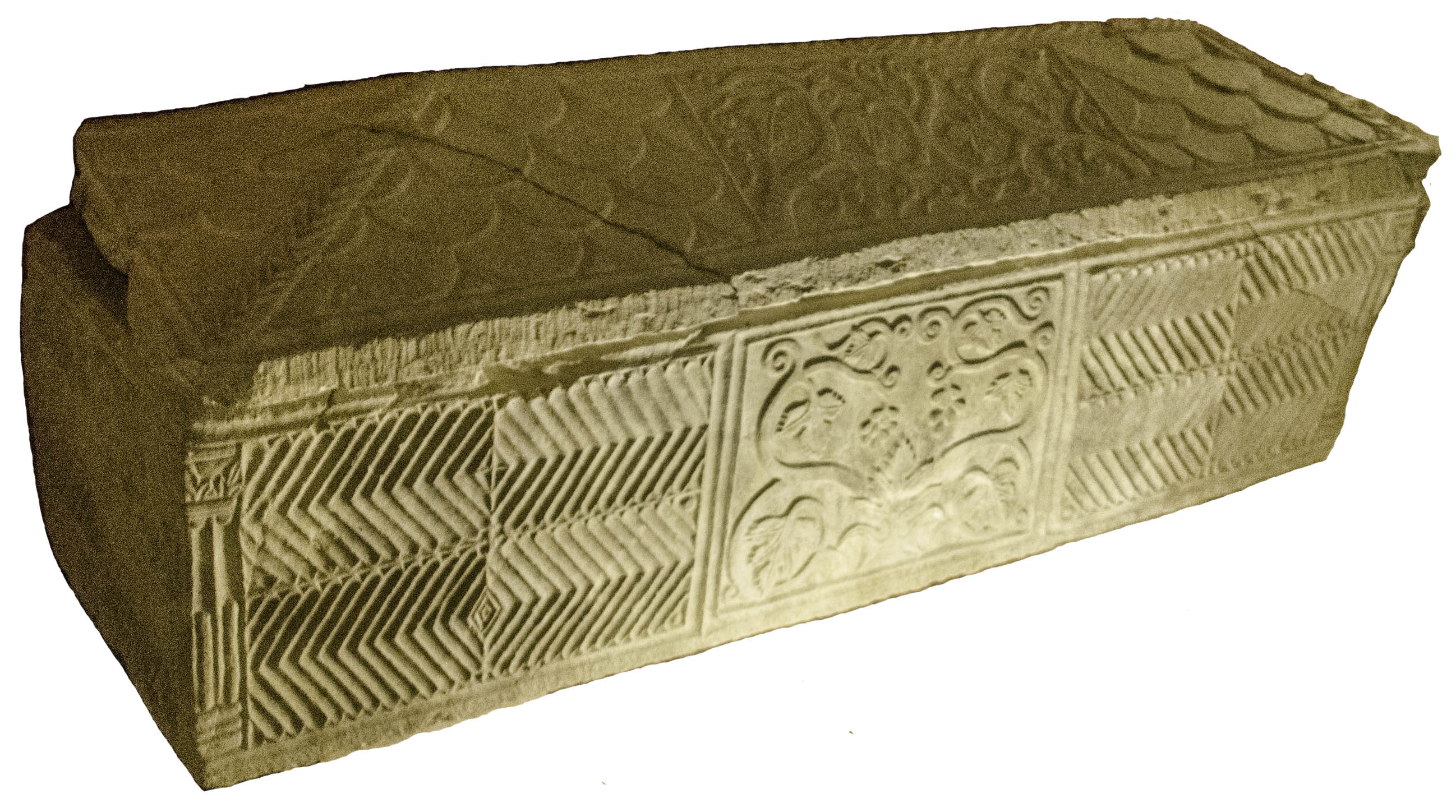
Sarcophage, école d’Aquitaine

### Salle 5: catacombes
Cette salle à voûtes basses évoque des catacombes, avec des sarcophages sans décor, en pierre ou en marbre. L'un d'eux est un bisome, sarcophage double, il contenait les restes d'un homme et d'une femme se tenant par le bras, un enfant placé entre eux. Tous ces sarcophages proviennent de la nécropole de Pradoulin.

### Salle 6: époque mérovingienne
À partir du Ve siècle, les grandes invasions barbares laissent leur marque. La cité gallo-romaine est détruite, les habitants se réfugient sur les hauteurs de l'oppidum. Les sarcophages diffèrent des précédents par leur forme : le toit est à deux pentes et non plus quatre, ils sont plus larges à la tête qu'aux pieds. L'époque mérovingienne témoigne d'une parfaite maîtrise de l'orfèvrerie : plaques-boucles de ceinture, boucles de jambières, fibules, bijoux. Cette salle présente aussi des chapiteaux de marbre pré-romans.

### Salle 7: mosaïques
Dans cette belle salle voûtée de huit arêtes de briques autour d'une clé datée de 1680, sont présentées des mosaïques découvertes dans les villas gallo-romaines de la région. Les tesselles sont composées de pierre blanche et jaune, les bleus et noirs de pierre des Pyrénées, et les rouges de terre cuite. La plus remarquable représente le dieu Oceanus à la barbe de fleuve.

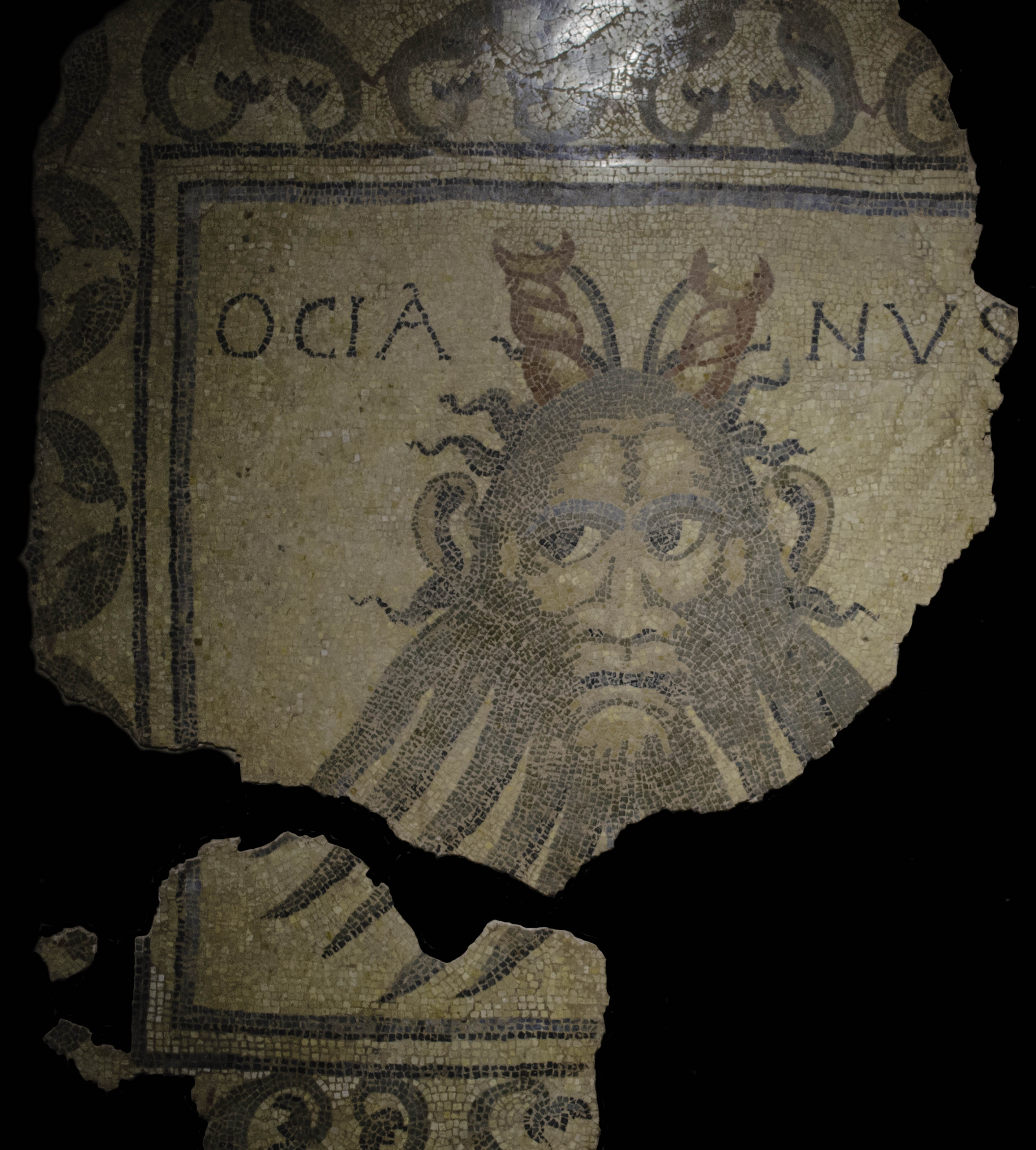
Le dieu Oceanus, mosaïque trouvée au Glésia[7], Montréal-du-Gers
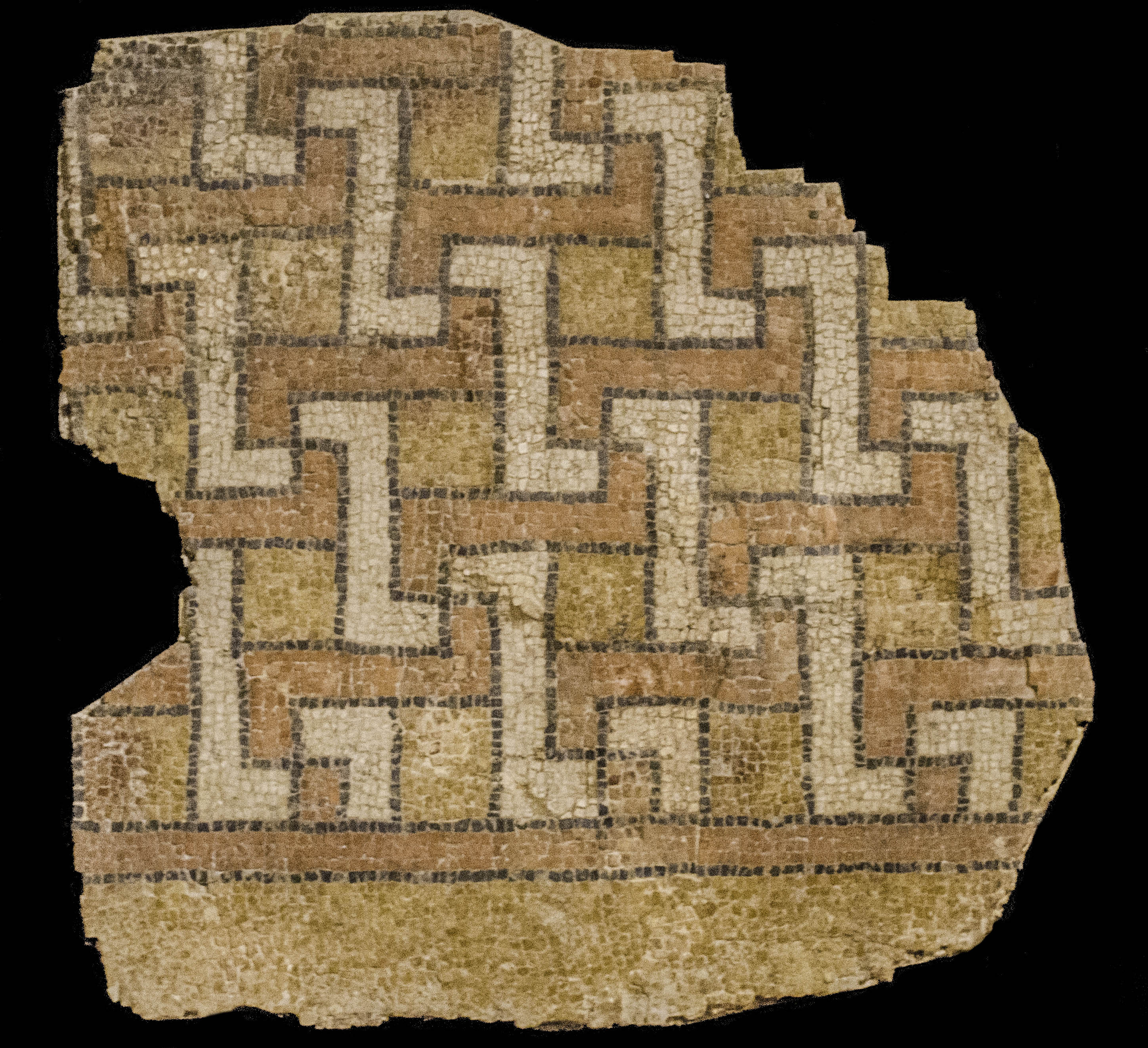
Mosaïque provenant de Larressingle (Gers)

### Salle 8: vie quotidienne à l'époque gallo-romaine
Ensemble d'objets de la vie quotidienne, artisanat : un four de potier trouvé dans les fouilles de la ville gallo-romaine a été transporté entier dans le musée, à côté d'exemples de sa production.
Bijoux, fibules, amulettes, lampes à huile. Nombreuses pièces de monnaie provenant des trois trésors découverts dans un vase en bronze, un sac de toile et un vase en terre.

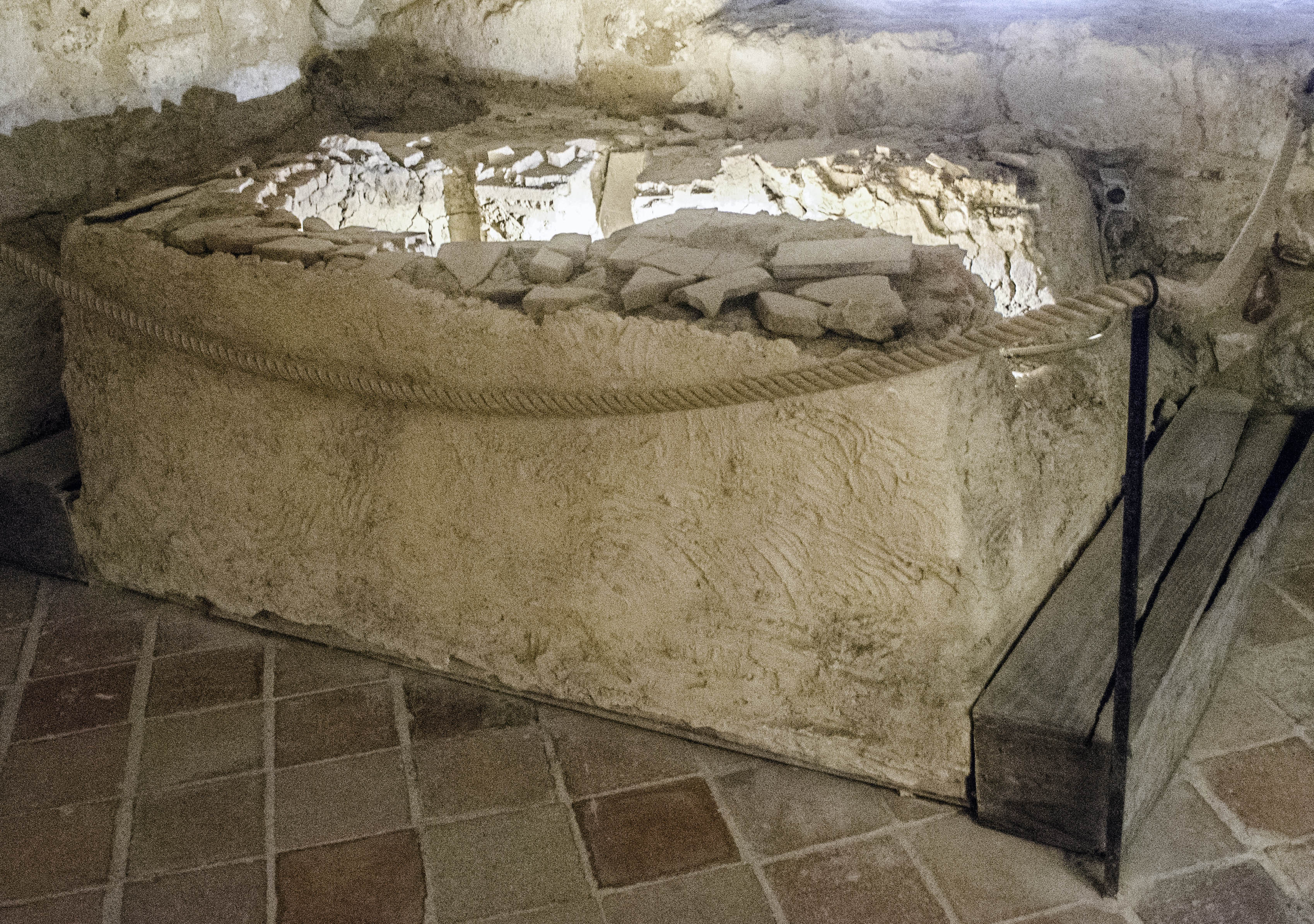
Four de potier de la ville romaine de Lactora

## Autres salles
En plus du musée proprement dit, l'hôtel de ville offre au rez-de-chaussée trois autres salles thématiques :

### Salle du souvenir du Maréchal Lannes
Elle regroupe des souvenirs, objets, meubles, portraits liés à Jean Lannes, duc de Montebello, maréchal d'Empire, né à Lectoure.

### Salle du souvenir de l'amiral Boué de Lapeyrère.
L'amiral Auguste Boué de Lapeyrère (1852-1924), né au Castéra-Lectourois, commanda les flottes alliées en Méditerranée et fut ministre de la Marine. Il est le créateur de l'Aéronautique maritime, à l'origine de l'Aviation navale.

### Pharmacie ancienne
Dans l’ancienne chapelle des évêques, où se trouvait le premier musée, on a reconstitué dans son intégralité, avec ses meubles d'origine, une pharmacie du XIXe siècle, provenant de la ville voisine d'Astaffort. On peut aussi voir dans cette salle une très belle cheminée Renaissance, qu'Eugène Camoreyt avait fait transporter d'une maison de la ville dans cette salle du musée.

## Conservateurs du musée
- Eugène Camoreyt (1874-1905), professeur de dessin, fondateur
- Jules de Sardac (1905-1946), maire de Lectoure
- André Lagarde (1946-1964), archiviste municipal
- Mary Larrieu-Duler (1964-1980), archéologue, attachée au CNRS
- Michel Hue (1995), conservateur départemental du patrimoine

### Sources et bibliographie
- Sites et monuments du Lectourois, sous la direction de Maurice Bordes, Lectoure, 1974.
- Deux siècles d'Histoire de Lectoure (1780-1980), Syndicat d'initiative, Lectoure, 1981.
- Mary Larrieu-Duler, Le Musée de Lectoure, Paris, collection Musées de France, Nouvelles Éditions latines, ca 1980  (ISBN 2-7233-0094-3)
- G. Fabre, P. Sillières, Inscriptions latines d'Aquitaine (ILA), Ausonius, Bordeaux, 2000, 254 p.  (ISBN 2-910023-19-2)
- Dr Jules de Sardac, « M. Eugène Camoreyt », Auch, Bulletin de la Société archéologique du Gers, avril 1905, p. 173 Gallica